# Savo (Salomonseilanden)
Savo is een klein eiland in de Centrale provincie in de Salomonseilanden. Het eiland ligt 13 km ten noorden van Guadalcanal eiland en is 31 km² groot en het hoogste punt is 484 m. Savo is een vulkanisch eiland met een actieve vulkaan. De vulkaan heeft een dubbele krater en er zijn een tweetal thermische bronnen.
Het eiland heeft 14 dorpjes, alle gelegen aan de kust. De huidige premier van de Salomonseilanden, Allan Kemakeza, komt van Savo.

## Geschiedenis
Mendaña zag de vulkaan in april 1568 uitbarsten. Hij noemde het eiland Sasarga.
In 1840 was er weer een uitbarsting die een hoge tol eiste van de lokale bevolking.
Tegen 1870 legden de krijgers van Savo grote afstanden af op hun koppensnellerstochten. De kannibalen richtten zich met name op de Russell-eilanden. Ondanks het kannibalisme onder de eilanders was Savo een van de eerste eilanden in Melanesië waar een Europeaan zich vestigde.
In de vroege uren van 9 augustus 1942 vertrok een Japanse vloot uit Rabaul in Papoea-Nieuw-Guinea om te voorkomen dat Amerikaanse troepen zouden landen op Guadalcanal. De legers troffen elkaar bij Savo in een van de grootste zeeslagen in de Stille Oceaan. Deze slag is tegenwoordig bekend als de Zeeslag bij het eiland Savo.

## Natuur
Savo staat bekend om het voorkomen van een speciale vogel, de megapode, die de vulkanische stranden gebruikt om eieren te begraven. De eilanders graven deze eieren regelmatig op, deze worden ook wel verkocht in Honiara. Als gevolg hiervan lopen de aantallen van deze unieke vogels terug. De megapode wordt 28-28 cm groot. Nadat de eieren na 8 tot 9 weken uitkomen graven de jongen zich omhoog. De kuikens kunnen meteen rennen en na 24 uur vliegen.
Daarnaast staat het eiland bekend om de grote populatie haaien in de wateren rond het eiland. Er komt slechts één zoogdier voor, de vleermuis Mosia nigrescens.